# Cybersix
Cybersix est une bande dessinée argentine des années 1990. Scénarisée par Carlos Trillo et dessinée par Carlos Meglia, elle raconte les aventures de Cybersix, alias Adrian Seidelman. Le tome 2 comprend également des participations de Felix Saborido et de Eduardo Risso.

## Synopsis
Cybersix est une femme artificielle qui s’est enfuie enfant pour échapper à son créateur, le professeur Von Richter, un chercheur nazi exilé dans la jungle sud-américaine. Elle s’est réfugiée dans une cité glauque, Méridiana, où elle a grandi sous l’identité d’un garçon décédé : Adrian Seidelman. Devenue adulte, travaillant comme enseignant, elle est détectée et poursuivie par les séides de son ancien maître et devra leur faire face, tout en gérant les avances d'une de ses élèves tandis qu'un de ses collègues, dans l’établissement où elle enseigne le jour en tant qu’homme, est amoureux de sa version féminine.

## Personnages principaux
Cybersix / Adrian Seidelman : Adrien Seidelman est un jeune homme frêle et réservé. Professeur de littérature dans un collège pour jeunes difficiles, il travaille pendant son temps libre sur des traductions d’œuvres littéraires. Mais la nuit venue, il devient Cybersix, une jeune femme issue d’une expérience génétique, obligée de se travestir pour fuir son créateur.
Elle a été sauvée d’un laboratoire clandestin, caché dans la jungle brésilienne, par un employé noir alors qu’elle avait neuf ans. Fuyant de nuit, sans identité, elle traverse plusieurs frontières avant de tomber sur le site d’un accident de voiture. Les occupants étant morts, elle cache le corps d’un jeune garçon et vole son identité : elle est dorénavant Adrian Seidelman. Se cachant dans la grande et sombre métropole Méridienne (Meridiana dans la version originale), elle est non seulement rongée par des questions existentielles sur sa propre nature mais doit aussi se fournir en « combustible », un liquide vital pour la survie de toutes les créatures artificielles créées par le Docteur Von Reichter,.
Lucas Amato : Journaliste scientifique spécialisé dans le domaine de la génétique. Ne gagnant pas suffisamment d’argent de son métier de reporter, il se reconvertit en professeur de biologie. Lors de son premier jour, il sauve un collègue d’une agression. Une amitié improbable le lie alors au jeune Adrian.
Découvrant l’intérêt du jeune homme pour la génétique, il lui propose un « échange » : les traductions des poèmes de Fernando Pessoa réalisées par Adrian contre ses notes scientifiques. De rencontres en confidences, il en vient à lui parler de sa nouvelle découverte : il a aperçu une mystérieuse femme habillée de noir qui semble « voler » la nuit au-dessus de la ville. Face à sa beauté et sa puissance, il est persuadé qu’elle est le fruit d’une expérience génétique.
Lori Cadenas : jeune adolescente issue d’une famille d’acrobates de cirque et élève d’Adrian, elle en pince pour son professeur de littérature. Membre d’un gang de voyous, elle poursuit Adrian de ses assiduités et se retrouve régulièrement mêlée à de sombres affaires,.
Docteur Von Reichter : Savant fou nazi ayant fui l’Europe en 1945. Il se réfugie dans la jungle brésilienne et construit un laboratoire clandestin pour continuer ses expériences avec l’aide de son bras droit et serviteur Krumens. Son but est de créer des êtres artificiels obéissants grâce à la manipulation génétique. Il crée plusieurs générations, :
- Cyber : sa première tentative. Il en conçoit 5 000 avant d’ordonner leur destruction, les considérant comme un échec (ils sont trop indociles et trop proches des « vrais » humains à son goût). Un seul Cyber survivra : Cyber-6 ;
- Techno : modèle créé juste après les Cyber ;
- Type : le tout nouveau modèle ;
- Idée Fixe : programmé pour réaliser une seule chose, il fera tout pour atteindre son but, jusqu’à la mort si nécessaire.

José : Être artificiel ayant l’apparence d’un enfant. Créé à l’image de son créateur (clone), il est le « fils » de Von Reichter. Il est envoyé à Méridienne avec pour ordre de capturer Cybersix. Gâté et violent, il règne sur les autres créatures d’une main de fer et en inspirant la terreur.
Data 7 : Panthère noire victime des expériences de Von Reichter qui réalisait aussi des tests sur les animaux. Lorsque Cyber 29, un jeune garçon compagnon de jeu de Cyber-6 se tue accidentellement, le savant transfère son cerveau dans l’animal. Data-7 réussit à fuir et à retrouver Cybersix.

## Analyse
Cybersix, entièrement publié en noir et blanc, montre la parfaite maîtrise de l'auteur sur les contrastes, la narration et l'expressivité. Le dessin de Meglia est très élégant, plein de détails, il rend Cybersix très sexy et restitue à merveille Méridiana, ses personnages lubriques, ses enfants glauques.
Quant à Trillo, le scénariste, il est bien connu pour mettre en scène des personnages à la moralité douteuse dont une galerie défile dans l’existence de son héroïne et il se fait plaisir sans pour autant négliger les questionnements de Cybersix sur sa nature : femme, homme, monstre ?

## Publications
Une partie de la série a été traduite par Vents d'Ouest entre 1994 et 1998 sur 12 tomes de 190 pages.

## Adaptations
La bande dessinée a été adaptée à deux reprises.

### Série télévisée
La première adaptation est une série argentine en prise de vues réelles en 1995. La série est diffusée sur la chaîne Telefe à partir du 15 mars 1995. Parmi les acteurs se trouvent Carolina Peleritti dans le rôle principal de Cybersix, Rodrigo de la Serna pour José et Mario Moscoso (es) dans le rôle de Doguyy. La série est stoppée dès le premier mois, après huit épisodes, en raison du faible taux d'audience,.

### Série d'animation
Cybersix est à nouveau adaptée en une série animée de 13 épisodes par une coproduction canado-japonaise en 1999. Elle est produite par les studios Network of Animation (NOA) et Tokyo Movie Shinsha. Une deuxième saison n'a jamais vu le jour en raison d'un conflit entre les studios. La série fut cependant remarquée pour sa qualité d'animation supérieure à la moyenne et son ambiance rétro. En revanche, elle fut critiquée sur deux points. D'une part pour ses différences par rapport au scénario de la bande dessinée originale. Les références sexuelles ou à la drogue ont été très fortement atténuées pour adapter la série à un public jeune. D'autre part, aux États-Unis, certains critiques ont trouvé la série beaucoup trop adulte pour un programme destiné à la jeunesse et la série fut censurée.

## Plagiat
Meglia et Trillo ont déposé une plainte contre le cinéaste James Cameron, affirmant que la série Dark Angel avait plagié leur bande dessinée. Ils se basent sur plus de cinquante points convergents entre les deux œuvres, accusant plus particulièrement la série d'avoir volé l'idée principale de la bande dessinée et ses éléments les plus reconnaissables. Dans une interview de 2007, Meglia et Trillo ont annoncé l'annulation des poursuites en raison d'un manque de moyens financiers, bien que le sujet reste controversé,.